# Nephrocerus zaitzevi
Nephrocerus zaitzevi är en tvåvingeart som beskrevs av Kuznetzov 1990. Nephrocerus zaitzevi ingår i släktet Nephrocerus och familjen ögonflugor.
Artens utbredningsområde är Azerbajdzjan. Inga underarter finns listade i Catalogue of Life.